# Балхо (Грузия)
Балхо (груз. ბალხო, арм. Բալխո) — село в Грузии, на территории Ахалкалакского муниципалитета края (мхаре) Самцхе-Джавахети.

## География
Село находится в южной части Грузии, к востоку от реки Баралетисцкали, на расстоянии приблизительно 11 километров (по прямой) к северо-востоку от города Ахалкалаки, административного центра муниципалитета. Абсолютная высота — 1736 метров над уровнем моря.

## Население
По результатам официальной переписи населения 2014 года, в Балхо проживало 467 человек (221 мужчина и 246 женщин). В национальной структуре населения армяне составляли 99,8 %, грузины — 0,2 %.
| Год  | Население, человек |
| ---- | ------------------ |
| 2002 | 722                |
| 2014 | ↘ 467              |